# ریچارد سوم (فیلم ۱۹۵۵)
ریچارد سوم (انگلیسی: Richard III) فیلمی به کارگردانی لارنس الیویه است که در سال ۱۹۵۵ منتشر شد.

## بازیگران
- لارنس الیویه
- رالف ریچاردسون
- کلیر بلوم
- سدریک هاردویک
- جان گیلگد
- پاملا براون
- هلن هی
- مایکل گاف
- ازموند نایت
- جان لوری